# Fan Chung
Fan-Rong King Chung Graham (chiń. 金芳蓉; pinyin Jīn Fāngróng; ur. 9 października 1949 w Kaohsiung) – amerykańska matematyczka. Jej zainteresowania badawcze dotyczą teorii grafów spektralnych, geometrii dyskretnej, algorytmów i sieci komunikacyjnych.

## Biogram
Jej ojciec był inżynierem. Uczęszczała do szkoły średniej w Kaohsiung na Tajwanie.
Wstąpiła do Państwowego Uniwersytetu Tajwańskiego na studia licencjackie z matematyki. To tam zainteresowała się kombinatoryką. Tytuł licencjata zdobyła w 1970 r., po czym wyjechała do USA na studia podyplomowe na Uniwersytecie Pensylwanii. Uzyskała tytuł magistra w 1972 r., a doktoranckie na tej samej uczelni pod kierunkiem Herberta Wilfa w 1974. Jesienią 1989 roku Chung został profesorem wizytującym w Princeton, w 1991 roku została profesorem wizytującym na Wydziale Matematyki Uniwersytetu Harvarda. Od 1998 roku Chung jest profesorem Uniwersytetu Kalifornijskiego w San Diego.
Po dziewiętnastu latach pracy w Bell Laboratories i Bellcore dołączyła do wydziału Uniwersytetu Pensylwanii jako pierwsza kobieca profesor-tenure matematyki na etacie. Zasiada w redakcjach kilkunastu czasopism międzynarodowych. Od 2003 roku jest redaktorem naczelnym Internet Mathematics. Była zapraszana do wygłaszania wykładów na wielu konferencjach, w tym na Międzynarodowym Kongresie Matematyków w 1994 r. oraz wykładzie plenarnym na temat matematyki w PageRank na dorocznym spotkaniu Amerykańskiego Towarzystwa Matematycznego w 2008 r. Prowadziła wykład Noether w 2009 roku.

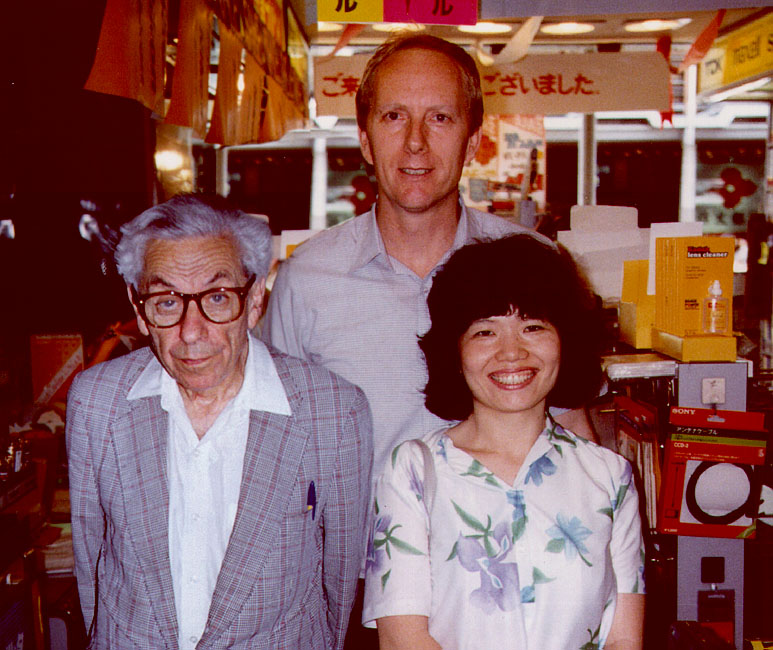
Fan Chung, jej mąż Ronald Graham i Paul Erdős, Japonia, 1986

Chung ma dwoje dzieci; pierwsze dziecko urodziło się podczas studiów podyplomowych z pierwszego małżeństwa w 1974. W drugą ciążę zaszła podczas pracy w Bell's Laboratories w 1977, rozwiodła się w 1982 roku. Była żoną matematyka Ronalda Grahama od 1983 r. do jego śmierci w 2020 r. Byli bliskimi przyjaciółmi matematyka Paula Erdősa i obaj publikowali z nim prace - w jej przypadku było ich 13, co dało im liczbę Erdosa równą 1.
Opublikowała ponad 200 prac naukowych i trzy książki: Erdős on Graphs: His Legacy of Unsolved Problems, Spectral Graph Theory oraz Complex Graphs and Networks.
W 2012 roku została członkinią Amerykańskiego Towarzystwa Matematycznego.

## Upamiętnienie
- Allendoerfer Award of Mathematical Association of America (1990)
- Przemówienie na Międzynarodowy Kongres Matematyków (1994)
- Noether Lecturer, Association for Women in Mathematics (2009)[3]
- Członkini, Amerykańska Akademia Sztuk i Nauk (1998)[9]
- Członkini, Amerykańskie Towarzystwo Matematyczne (2013)[8]
- Członkini, Society for Industrial and Applied Mathematics (2015)[10]
- Akademik, Academia Sinica (2016)[11]
- Euler Medal of Institute of Combinatorics and its Applications (2017)[12]